# Фоборг
Фоборг (дат. Faaborg, Fåborg) — город в Дании на южном берегу острова Фюн. Входит в муниципалитет Фоборг-Миттфюн (регион Южная Дания). Население 7234 человек (2006).

## О городе
Первый раз Фоборг упомянут в документе, находящемся в библиотеке Национальные архивы в Париже, датированным 25 июня 1229 года. В то время он был замком и, вероятно, был основан ранее. В 2004 году город отметил своё 775-летие. Поблизости от Фоборга находятся замок Эгесков (дат. Egeskov Slot), замок Хведхольм (дат. Hvedholm Slot) и церковь Хорне (дат. Horne Kirke).

## Муниципалитет

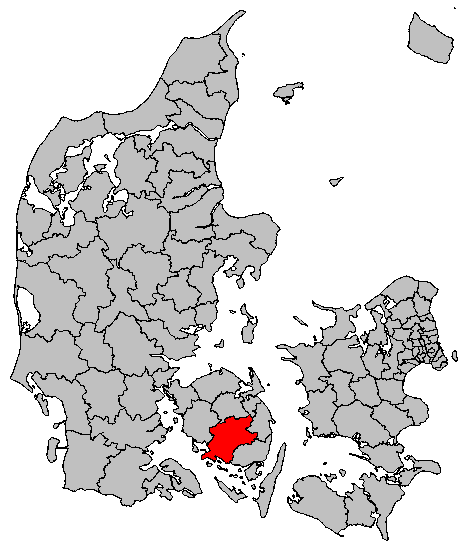
Карта муниципалитета

Муниципалитет Фоборг-Миттфюн был создан в рамках административной реформы Дании 2007 года в результате слияния бывших муниципалитетов Бробю (дат. Broby), Ринге (дат. Ringe), Орслев (дат. Årslev), Рюслинге (дат. Ryslinge) и Фоборг. Площадь 638 км2, население 51.612 (2007).